# Cherbourg (quận)
Quận Cherbourg là một quận của Pháp, nằm ở tỉnh Manche, ở vùng Normandie. Quận này có 15 tổng và 189 xã.

## Các đơn vị hành chính

### Các tổng
Các tổng của quận Cherbourg là: 
1. Barneville-Carteret
2. Beaumont-Hague
3. Bricquebec
4. Cherbourg-Octeville-Nord-Ouest
5. Cherbourg-Octeville-Sud-Est
6. Cherbourg-Octeville-Sud-Ouest
7. Équeurdreville-Hainneville
8. Montebourg
9. Les Pieux
10. Quettehou
11. Sainte-Mère-Église
12. Saint-Pierre-Église
13. Saint-Sauveur-le-Vicomte
14. Tourlaville
15. Valognes

### Các xã
Các xã của quận Cherbourg, và mã INSEE là: 
| 1. Acqueville (50001)                   | 2. Amfreville (50005)                    | 3. Angoville-au-Plain (50010)           | 4. Anneville-en-Saire (50013)            |
| 5. Auderville (50020)                   | 6. Audouville-la-Hubert (50021)          | 7. Aumeville-Lestre (50022)             | 8. Azeville (50026)                      |
| 9. Barfleur (50030)                     | 10. Barneville-Carteret (50031)          | 11. Baubigny (50033)                    | 12. Beaumont-Hague (50041)               |
| 13. Benoîtville (50045)                 | 14. Besneville (50049)                   | 15. Beuzeville-au-Plain (50051)         | 16. Beuzeville-la-Bastille (50052)       |
| 17. Biniville (50055)                   | 18. Biville (50057)                      | 19. Blosville (50059)                   | 20. La Bonneville (50064)                |
| 21. Boutteville (50070)                 | 22. Branville-Hague (50073)              | 23. Bretteville (50077)                 | 24. Breuville (50079)                    |
| 25. Bricquebec (50082)                  | 26. Bricquebosq (50083)                  | 27. Brillevast (50086)                  | 28. Brix (50087)                         |
| 29. Brucheville (50089)                 | 30. Canteloup (50096)                    | 31. Carneville (50101)                  | 32. Carquebut (50103)                    |
| 33. Catteville (50105)                  | 34. Chef-du-Pont (50127)                 | 35. Cherbourg-Octeville (50129)         | 36. Clitourps (50135)                    |
| 37. Colomby (50138)                     | 38. Cosqueville (50142)                  | 39. Couville (50149)                    | 40. Crasville (50150)                    |
| 41. Crosville-sur-Douve (50156)         | 42. Digosville (50162)                   | 43. Digulleville (50163)                | 44. Fermanville (50178)                  |
| 45. Fierville-les-Mines (50183)         | 46. Flamanville (50184)                  | 47. Flottemanville (50186)              | 48. Flottemanville-Hague (50187)         |
| 49. Fontenay-sur-Mer (50190)            | 50. Foucarville (50191)                  | 51. Fresville (50194)                   | 52. Gatteville-le-Phare (50196)          |
| 53. La Glacerie (50203)                 | 54. Golleville (50207)                   | 55. Gonneville (50209)                  | 56. Gouberville (50211)                  |
| 57. Gourbesville (50212)                | 58. Grosville (50222)                    | 59. Gréville-Hague (50220)              | 60. Le Ham (50227)                       |
| 61. Hardinvast (50230)                  | 62. Hautteville-Bocage (50233)           | 63. La Haye-d'Ectot (50235)             | 64. Helleville (50240)                   |
| 65. Herqueville (50242)                 | 66. Hiesville (50246)                    | 67. Houesville (50249)                  | 68. Huberville (50251)                   |
| 69. Héauville (50238)                   | 70. Hémevez (50241)                      | 71. Jobourg (50257)                     | 72. Joganville (50258)                   |
| 73. Lestre (50268)                      | 74. Liesville-sur-Douve (50269)          | 75. Lieusaint (50270)                   | 76. Magneville (50285)                   |
| 77. Martinvast (50294)                  | 78. Maupertus-sur-Mer (50296)            | 79. Le Mesnil (50299)                   | 80. Le Mesnil-au-Val (50305)             |
| 81. Les Moitiers-d'Allonne (50332)      | 82. Les Moitiers-en-Bauptois (50333)     | 83. Montaigu-la-Brisette (50335)        | 84. Montebourg (50341)                   |
| 85. Montfarville (50342)                | 86. Morsalines (50358)                   | 87. Morville (50360)                    | 88. Neuville-au-Plain (50373)            |
| 89. Neuville-en-Beaumont (50374)        | 90. Nouainville (50382)                  | 91. Négreville (50369)                  | 92. Néhou (50370)                        |
| 93. Néville-sur-Mer (50375)             | 94. Octeville-l'Avenel (50384)           | 95. Omonville-la-Petite (50385)         | 96. Omonville-la-Rogue (50386)           |
| 97. Orglandes (50387)                   | 98. Ozeville (50390)                     | 99. La Pernelle (50395)                 | 100. Les Perques (50396)                 |
| 101. Picauville (50400)                 | 102. Pierreville (50401)                 | 103. Les Pieux (50402)                  | 104. Portbail (50412)                    |
| 105. Querqueville (50416)               | 106. Quettehou (50417)                   | 107. Quettetot (50418)                  | 108. Quinéville (50421)                  |
| 109. Rauville-la-Bigot (50425)          | 110. Rauville-la-Place (50426)           | 111. Ravenoville (50427)                | 112. Reigneville-Bocage (50430)          |
| 113. Rocheville (50435)                 | 114. Le Rozel (50442)                    | 115. Réthoville (50432)                 | 116. Réville (50433)                     |
| 117. Saint-Christophe-du-Foc (50454)    | 118. Saint-Cyr (50461)                   | 119. Saint-Floxel (50467)               | 120. Saint-Georges-de-la-Rivière (50471) |
| 121. Saint-Germain-de-Tournebut (50478) | 122. Saint-Germain-de-Varreville (50479) | 123. Saint-Germain-des-Vaux (50477)     | 124. Saint-Germain-le-Gaillard (50480)   |
| 125. Saint-Jacques-de-Néhou (50486)     | 126. Saint-Jean-de-la-Rivière (50490)    | 127. Saint-Joseph (50498)               | 128. Saint-Lô-d'Ourville (50503)         |
| 129. Saint-Marcouf (50507)              | 130. Saint-Martin-d'Audouville (50511)   | 131. Saint-Martin-de-Varreville (50517) | 132. Saint-Martin-le-Gréard (50519)      |
| 133. Saint-Martin-le-Hébert (50520)     | 134. Saint-Maurice-en-Cotentin (50522)   | 135. Saint-Pierre-d'Arthéglise (50536)  | 136. Saint-Pierre-Église (50539)         |
| 137. Saint-Sauveur-le-Vicomte (50551)   | 138. Saint-Vaast-la-Hougue (50562)       | 139. Sainte-Colombe (50457)             | 140. Sainte-Croix-Hague (50460)          |
| 141. Sainte-Geneviève (50469)           | 142. Sainte-Marie-du-Mont (50509)        | 143. Sainte-Mère-Église (50523)         | 144. Saussemesnil (50567)                |
| 145. Sideville (50575)                  | 146. Siouville-Hague (50576)             | 147. Sortosville (50578)                | 148. Sortosville-en-Beaumont (50577)     |
| 149. Sottevast (50579)                  | 150. Sotteville (50580)                  | 151. Surtainville (50585)               | 152. Sébeville (50571)                   |
| 153. Sénoville (50572)                  | 154. Taillepied (50587)                  | 155. Tamerville (50588)                 | 156. Teurthéville-Bocage (50593)         |
| 157. Teurthéville-Hague (50594)         | 158. Le Theil (50595)                    | 159. Théville (50596)                   | 160. Tocqueville (50598)                 |
| 161. Tollevast (50599)                  | 162. Tonneville (50600)                  | 163. Tourlaville (50602)                | 164. Tréauville (50604)                  |
| 165. Turqueville (50609)                | 166. Urville (50610)                     | 167. Urville-Nacqueville (50611)        | 168. Valcanville (50613)                 |
| 169. Le Valdécie (50614)                | 170. Valognes (50615)                    | 171. Varouville (50618)                 | 172. Le Vast (50619)                     |
| 173. Vasteville (50620)                 | 174. Vaudreville (50621)                 | 175. Vauville (50623)                   | 176. Le Vicel (50633)                    |
| 177. Videcosville (50634)               | 178. Vierville (50636)                   | 179. Virandeville (50643)               | 180. Le Vrétot (50646)                   |
| 181. Yvetot-Bocage (50648)              | 182. Écausseville (50169)                | 183. Écoquenéauville (50170)            | 184. Éculleville (50171)                 |
| 185. Émondeville (50172)                | 186. Équeurdreville-Hainneville (50173)  | 187. Éroudeville (50175)                | 188. L'Étang-Bertrand (50176)            |
| 189. Étienville (50177)                 |                                          |                                         |                                          |